# Altendorf (Haute-Franconie)
Pour les articles homonymes, voir Altendorf.
Altendorf est une commune de Bavière (Allemagne), située dans l'arrondissement de Bamberg, dans le district de Haute-Franconie.

## Histoire
Victoire de Kléber sur les Autrichiens le 9 août 1796.